# Vuelta a Toledo
La Vuelta a Toledo fue una competición ciclista amateur española que se disputó en la provincia de Toledo (Castilla-La Mancha), con incursiones en otras provincias, entre 1966 y 2016.

## Historia y características
La carrera fue impulsada y dirigida en todas sus ediciones por el ciclista Federico Martín Bahamontes, a través del Club Peña Bahamontes. Era de carácter internacional y la disputaron equipos de los cinco continentes. Constaba habitualmente de cuatro etapas, de más de 100 kilómetros cada una y de gran dureza, lo que solía causar numerosos abandonos.
A pesar de que se disputaba en la primera quincena de agosto, coincidiendo con pruebas profesionales abiertas a amateurs como la Vuelta a León o el Tour de los Pirineos, su prestigio hacía que los equipos permanecieran en lista de espera para poder participar.

## Palmarés
| Año  | Vencedor                       | Segundo                      | Tercero                                |
| ---- | ------------------------------ | ---------------------------- | -------------------------------------- |
| 1966 | Daniel Moreno Hernández        |                              |                                        |
| 1967 | Agustín Tamames                |                              |                                        |
| 1968 | Manuel Sánchez                 |                              |                                        |
| 1969 | José Antonio Pontón            | Francisco Tomas              | José Moreno Torres                     |
| 1970 | Felix Gonzalez Gorostizaga     |                              |                                        |
| 1971 | José Luis Viejo                |                              |                                        |
| 1972 | Jacques Marquette              |                              |                                        |
| 1973 | Stanislaw Szozda               |                              |                                        |
| 1974 | Stanislaw Szozda               |                              |                                        |
| 1975 | Jésus Lopez Carril             |                              |                                        |
| 1976 | Bernardo Rey                   |                              |                                        |
| 1977 | Anastasio Greciano             |                              |                                        |
| 1978 | Ángel Camarillo                |                              |                                        |
| 1979 | Ángel Ocaña                    |                              |                                        |
| 1980 | Juan José Cubillo              |                              |                                        |
| 1981 | Jacques-Gérard Poirot          |                              |                                        |
| 1982 | Aleksandr Averin               | Ramazan Galialetdinov        | Soukanon                               |
| 1983 | Eugenio Herranz                | Eduardo González Salvador    | Guillermo Arenas                       |
| 1984 | José Fernando Pacheco          | Álvaro Fernández Fernández   |                                        |
| 1985 | Jesus Cruz Martín              | Mauro Ribeiro                | Manuel Carrera                         |
| 1986 | José López Carrión             | Gary Newbold                 |                                        |
| 1987 | Gabriel Sabbiao                |                              |                                        |
| 1988 | Gonzalo Guirao                 |                              |                                        |
| 1989 | Luis Barroso Gómez             | José Luis Otero              |                                        |
| 1990 | José Luis Santos Arriba        |                              |                                        |
| 1991 | David Plaza                    | Ramón García España          |                                        |
| 1992 | Linas Knistautas               | José María Jiménez           | Arvis Piziks                           |
| 1993 | Thierry Elissalde              | Ángel Casero                 |                                        |
| 1994 | Javier Pascual Llorente        | José Luis Rebollo            |                                        |
| 1995 | Miguel Angel Martín Perdiguero | Pablo Lastras                |                                        |
| 1996 | Carlos Golbano                 | Isaac Villanueva             | David Cancela                          |
| 1997 | Anton Chantyr                  |                              |                                        |
| 1998 | Vicente Bernabéu               |                              |                                        |
| 1999 | Juan Antonio Flecha            | David Muñoz Banón            | Claudio Miguel Faria Estevao Gonçalves |
| 2000 | Luis-Fernando Poyatos          | Daniel Fernández Díaz        | José Manuel Maestre Rodríguez          |
| 2001 | Rubén González De Castro       | Patxi Ugarte                 | Julián Fernández Jumela                |
| 2002 | Luis Pasamontes                | Alexander Rotar              | Javier Benítez Pomares                 |
| 2003 | Daniel Moreno                  | Jorge García Marín           | Rodrigo García Rena                    |
| 2004 | Rodrigo García Rena            | Francisco Javier Andújar     | Jesús Pérez Priego                     |
| 2005 | Juan Carlos Fernández Mora     | Diego Milán                  | Joaquín Sobrino                        |
| 2006 | Pablo Hernan Marcosano         | Joaquín Novoa                | José Luis Ruiz Cubillo                 |
| 2007 | José Vicente Toribio           | Daniel Sesma                 | José Luis Ruiz Cubillo                 |
| 2008 | Raúl García de Mateos          | Álvaro García Caballero      | Rubén Martínez Hernández               |
| 2009 | Carlos Oyarzun                 | José Ángel Rodríguez Arcones | Yannick Marie                          |
| 2010 | Thomas Vaubourzeix             | Evaldas Šiškevicius          | Ramūnas Navardauskas                   |
| 2011 | Ibon Zugasti                   | Anthony Perez                | Daniel Sánchez Cidoncha                |
| 2012 | Diego Tamayo                   | Rubén Martínez González      | Víctor Martín                          |
| 2013 | Edison Bravo                   | Aitor González               | Sergio Míguez                          |
| 2014 | Pedro Merino                   | Antonio Pedrero              | Mikel Bizkarra                         |
| 2015 | Mikel Aristi                   | Mikel Iturría                | Roberto Mediero                        |
| 2016 | Gonzalo Serrano                | Óscar González de Campo      | Antonio Angulo                         |